# Royal Wings
Royal Wings (arabisch الأجنحة الملكية, DMG al-Aǧniḥa al-malakiyya) war eine jordanische Charterfluggesellschaft mit Sitz in Amman und Basis auf dem Flughafen Marka International.

## Geschichte
Royal Wings wurde im Jahr 1996 als Tochterunternehmen der Royal Jordanian gegründet. Ursprünglich als Regionalfluggesellschaft gedacht, fungierte sie zuletzt als Charterfluggesellschaft. Ende November 2018 wurde der Betrieb aufgrund von fehlender Rentabilität eingestellt. In den letzten Jahren erzielte die Gesellschaft nur Verluste; Charterflüge sollten daher direkt von der Royal Jordanian durchgeführt werden.

## Flugziele
Royal Wings bot von den Flughäfen in Marka und Amman nationale und internationale Charterflüge im Mittleren Osten an.

## Flotte

### Flotte bei Betriebseinstellung
Mit Stand November 2018 bestand die Flotte der Royal Wings aus einem Flugzeug mit einem Alter von 22,9 Jahren:
| Flugzeugtyp     | Luftfahrzeugkennzeichen | Anmerkungen                                                | Sitzplätze |
| --------------- | ----------------------- | ---------------------------------------------------------- | ---------- |
| Airbus A320-200 | JY-AYI                  | zur Wartung am Queen Alia International Airport abgestellt | 156        |

### Zuvor eingesetzte Flugzeuge
- DHC-8-300[3]